# نيمانيا جربوفيتش
نيمانيا جربوفيتش مواليد 26 أبريل 1990 في بلييفليا، الجبل الأسود، هو لاعب كرة يد مونتينيغري يلعب كمحور. يلعب حاليا مع نادي سغليد لكرة اليد ويحمل الرقم 90. مثل منتخب الجبل الأسود لكرة اليد.

## سجل المنافسة
شارك في البطولات التالية:
- بطولة أوروبا لكرة اليد للرجال 2014
- بطولة أوروبا لكرة اليد للرجال 2016

## روابط خارجية
- نيمانيا جربوفيتش على موقع الاتحاد الأوروبي لكرة اليد (الإنجليزية)